# Ганди, Лила
Лила Ганди (англ. Leela Gandhi, род. 1966, Бомбей) — индийская теоретик литературы и культуры, известна своими работами в области постколониальной теории. В настоящее время она является профессором гуманитарных наук и английского языка Джона Хоукса и директором Пембрукского центра обучения и исследований женщин при Университете Брауна.
Ранее Ганди преподавала в Чикагском университете, Университете Ла Троба и Делийском университете. Она является соредактором-основателем академического журнала Postcolonial Studies и входит в редакционную коллегию электронного журнала Postcolonial Text. Она является старшим научным сотрудником Школы критики и теории Корнеллского университета.

## Ранние годы и образование
Ганди родилась в Мумбаи и является дочерью покойного индийского философа Рамчандры Ганди и правнучкой лидера движения за независимость Индии Махатмы Ганди. Она предложила версию, что на некоторые философские взгляды Махатмы Ганди (например, о ненасилии и вегетарианстве) и его политику повлияли как транснациональные, так и местные источники. Она получила степень бакалавра в Индуистском колледже в Дели, а докторскую степень — в Баллиол-колледже в Оксфорде.
Она также является правнучкой Ч. Раджагопалачарии. Её дед по отцовской линии Девдас Ганди был младшим сыном Махатмы Ганди, а её бабушка по отцовской линии Лакшми была дочерью Ч. Раджагопалачарии.

## Наука, творчество и критика
После публикации своей первой книги «Постколониальная теория: критическое введение» в 1998 году Ганди была описана как картограф «области с точки зрения её более широкого философского и интеллектуального контекста, прорисовывающая важные связи между постколониальной теорией и постструктурализмом, постмодернизмом, марксизмом и феминизмом».
Её следующая книга, «Аффективные сообщества», была написана с целью «впервые раскрыть, как те, кто связан с маргинальным образом жизни, субкультурами и традициями, включая гомосексуальность, вегетарианство, права животных, спиритуализм и эстетизм, объединились против империализма и создали прочные связи с колонизированными предметами и культурами». Ганди прослеживает социальные связи активистов конца XIX и начала XX века, связывающие Эдварда Карпентера с М.К. Ганди и Мирру Альфассу со Шри Ауробиндо.
Благодаря этой работе Ганди стала известна тем, что предложила «концептуальную модель постколониального взаимодействия», окружающую этические предпосылки гостеприимства и «ксенофилии», а также тем, что впервые привнесла квир-перспективу в постколониальную теорию.
Третья книга Ганди «Общее дело» (англ. The Common Cause) представляет транснациональную историю демократии первой половины XX века через призму этики в широком смысле дисциплинированного самоформирования. Эту книгу описывают как «альтернативную историю демократии, выдвигающую на первый план ошибочные события» и «наиболее решительную защиту ценности бесконечной инклюзивности для постколониальных исследований».
Лила Ганди также является поэтессой, её стихи публикуются. Её первый сборник стихов «Меры дома» (англ. Measures of Home) был опубликован Рави Даялом в 2000 году, а её последующие стихи включены в несколько антологий.

## Публикации
- Gandhi, Leela (2014), The Common Cause: Postcolonial Ethics and the Practice of Democracy, 1900–1955, University of Chicago Press, ISBN 9780226019901
- Gandhi, Leela; Nelson, Deborah L., eds. (Summer 2014), Around 1948: Interdisciplinary Approaches to Global Transformation, Critical Inquiry[англ.], vol. 40, JSTOR 10.1086/673748
- Ezekiel, Nissim; Gandhi, Leela; Thierne, John (2006), Collected Poems, Oxford India Paperbacks (2 ed.), Oxford University Press, ISBN 9780195672497
- Gandhi, Leela (2006), Affective Communities: Anticolonial Thought, Fin-de-Siècle Radicalism, and the Politics of Friendship, Politics, History, and Culture, Duke University Press, ISBN 0-8223-3715-0
- Blake, Ann; Gandhi, Leela; Thomas, Sue, eds. (2001), England Through Colonial Eyes in Twentieth-Century Fiction, Palgrave Macmillan, ISBN 0-333-73744-X
- Gandhi, Leela (1998), Postcolonial Theory: A Critical Introduction, Columbia University Press, ISBN 0-231-11273-4[24]
- Gandhi, Leela (2000), Measures of Home: Poems, Orient Longman[англ.], ISBN 817530023X